# Barst
Barst [baʁst] est une commune française située dans le département de la Moselle et le bassin de vie de la Moselle-est, en région Grand Est.

## Géographie

### Communes limitrophes
| Macheren               | Seingbouse        | Henriville                |
| Altviller              | Barst             | Hoste                     |
| Lixing-lès-Saint-Avold | Leyviller, Cappel | Diefenbach-lès-Puttelange |

### Forêts communales
D'une surface de 31,75 ha réparties en trois massifs : forêt de Barst, Kleinerwald et Grosserwald, les deux derniers appartenant à la section Marienthal. Elles sont principalement composées de chênes et hêtres auxquels s'adjoignent charmes, érables champêtres et merisiers. Elles ont subi de forts dégâts pendant la Seconde Guerre Mondiale par des prélèvements abusifs afin de construire des abris ou obstacles antichars et par les dégâts de mitraille très élevés (métal inclus dans les bois dus aux shrapnels, balles, fragments d'obus...). À noter la présence de tumuli. Source ONF 2009.

### Hydrographie
La commune est située dans le bassin versant du Rhin au sein du bassin Rhin-Meuse. Elle est drainée par la Nied Allemande, le ruisseau de Rimmel Hoffenbach et le ruisseau le Graben.
La Nied allemande, d'une longueur totale de 57,9 km, prend sa source dans la commune de Guenviller et se jette  dans la Nied à Condé-Northen, après avoir traversé 23 communes.

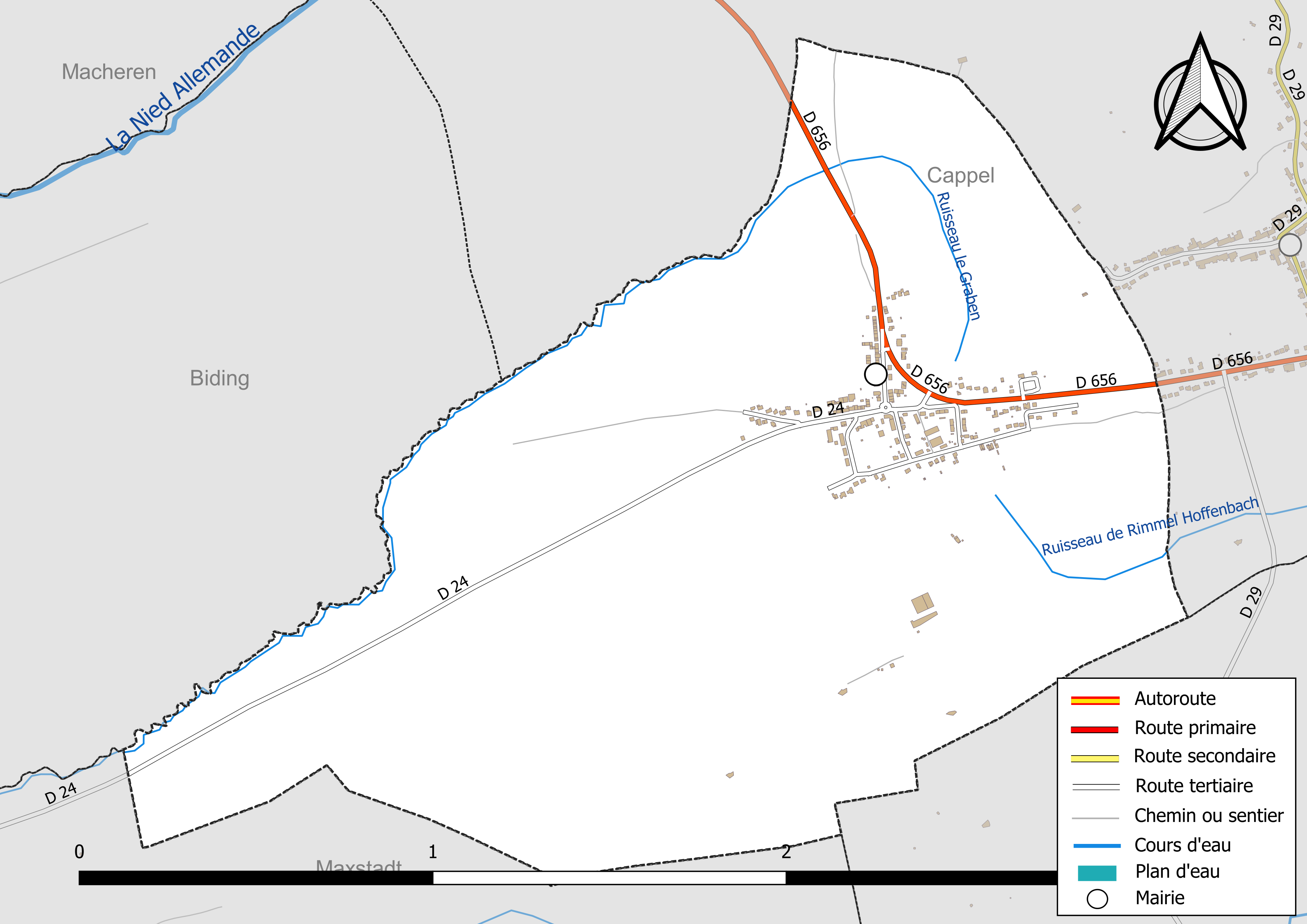
Réseaux hydrographique et routier de Barst.

La qualité des eaux des principaux cours d’eau de la commune, notamment de la Nied Allemande, peut être consultée sur un site spécial géré par les agences de l’eau et l’Agence française pour la biodiversité.

### Climat
Pour des articles plus généraux, voir Climat du Grand Est et Climat de la Moselle.
En 2010, le climat de la commune est de type climat des marges montargnardes, selon une étude du Centre national de la recherche scientifique s'appuyant sur une série de données couvrant la période 1971-2000. En 2020, Météo-France publie une typologie des climats de la France métropolitaine dans laquelle la commune est exposée à un climat semi-continental et est dans la région climatique  Lorraine, plateau de Langres, Morvan, caractérisée par un hiver rude (1,5 °C), des vents modérés et des brouillards fréquents en automne et hiver. 
Pour la période 1971-2000, la température annuelle moyenne est de 9,7 °C, avec une amplitude thermique annuelle de 16,8 °C. Le cumul annuel moyen de précipitations est de 877 mm, avec 12,3 jours de précipitations en janvier et 9,5 jours en juillet. Pour la période 1991-2020, la température moyenne annuelle observée sur la station météorologique de Météo-France la plus proche, « Seingbouse », sur la commune de Seingbouse à 5 km à vol d'oiseau, est de 10,5 °C et le cumul annuel moyen de précipitations est de 731,4 mm. 
La température maximale relevée sur cette station est de 37,9 °C, atteinte le 25 juillet 2019 ; la température minimale est de −17 °C, atteinte le 20 décembre 2009,,. 
Les paramètres climatiques de la commune ont été estimés pour le milieu du siècle (2041-2070) selon différents scénarios d'émission de gaz à effet de serre à partir des nouvelles projections climatiques de référence DRIAS-2020. Ils sont consultables sur un site spécial publié par Météo-France en novembre 2022.

## Urbanisme

### Typologie
Au 1er janvier 2024, Barst est catégorisée commune rurale à habitat dispersé, selon la nouvelle grille communale de densité à sept niveaux définie par l'Insee en 2022.
Elle est située hors unité urbaine. Par ailleurs la commune fait partie de l'aire d'attraction de Saint-Avold (partie française), dont elle est une commune de la couronne,. Cette aire, qui regroupe 28 communes, est catégorisée dans les aires de moins de 50 000 habitants,.

### Occupation des sols
L'occupation des sols de la commune, telle qu'elle ressort de la base de données européenne d’occupation biophysique des sols Corine Land Cover (CLC), est marquée par l'importance des territoires agricoles (78,3 % en 2018), en diminution par rapport à 1990 (84,9 %). La répartition détaillée en 2018 est la suivante : 
prairies (43 %), terres arables (29,1 %), zones urbanisées (12 %), forêts (9,7 %), zones agricoles hétérogènes (6,1 %). L'évolution de l’occupation des sols de la commune et de ses infrastructures peut être observée sur les différentes représentations cartographiques du territoire : la carte de Cassini (XVIIIe siècle), la carte d'état-major (1820-1866) et les cartes ou photos aériennes de l'IGN pour la période actuelle (1950 à aujourd'hui).

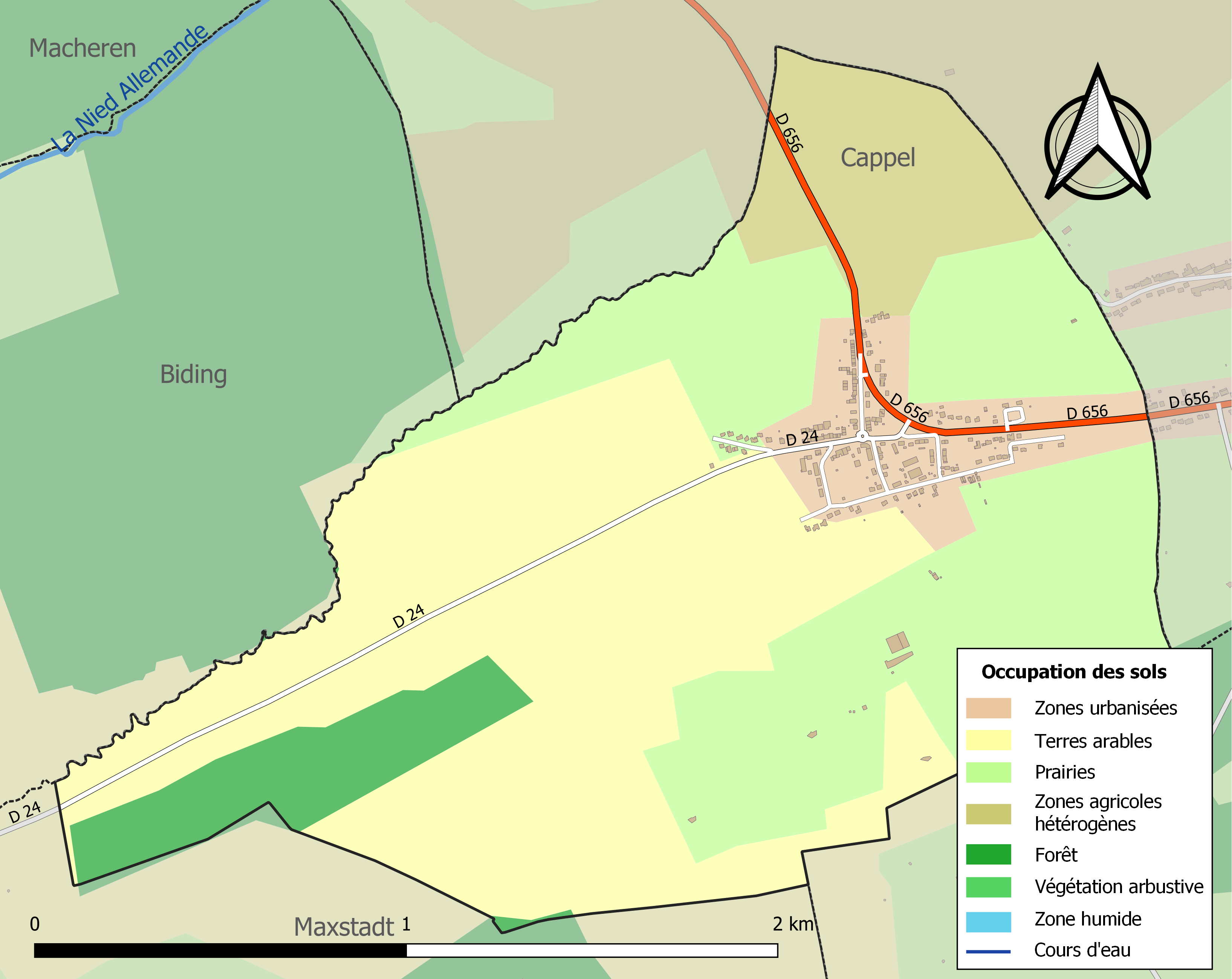
Carte des infrastructures et de l'occupation des sols de la commune en 2018 (CLC).

## Toponymie (évolution des noms au fil du temps)
- Anciennes mentions : Barnecheyt (875), Barexem (962), Bacle (1093), Barnecheit (1139), Barrex & Barrexem (1292), Baxst (1606), Bartch/Barth/Barsch (1701), Barst (1769), Barste (1793). Barscht en francique lorrain.

## Histoire

### Époquegallo-romaine
- Une monnaie des Pictons fut trouvée en 1860 dans la forêt, située entre Barst et Maxstadt, portant le nom de Verotal, probablement chef de la tribu gauloise.
- Des monnaies romaines furent découvertes entre Barst et Maxstadt ; on est porté à supposer l'existence d'une villa romaine, en face de la forêt de Barst, au coin de la forêt de Biding.
- Une route romaine passait de Maxstadt par Barst vers Henriville. Trois tumuli ont été retrouvés tout près de Mardelles dans la forêt de Barst, à l'ouest du village, en face de la forêt de Biding.

### Moyen Âge
- En 821, Barst appartenait, avec Hoste et Maxstadt, à l'abbaye Sainte-Glossinde à Metz, comme il ressort des chartes de l'empereur Louis le Débonnaire (821) et de Louis le Germanique, roi d'Allemagne (875) ; l'abbesse fit encore en 1680 les reprises de ces terres à l'évêché de Metz. Comme l'évêché revendiquait le droit de haute-vouerie et de souveraineté sur les biens des paroisses et des abbayes, Barst fut plus tard compris dans la seigneurie (vouerie) épiscopale de Hombourg-Saint-Avold. Quand cette vouerie fut cédée en 1572 au duc de Guise et en 1581 au duc de Lorraine, Barst fut un des rares fiefs qui ne furent pas cédés, mais restèrent fiefs du temporel de l'évêché avec lequel ils passent sous la souveraineté de la France en 1648 (de même Altviller et Hellering).
- Au XIIIe siècle, l'évêché donna probablement le village en fief aux seigneurs de Hingsange (château, aujourd'hui disparu au sud de Grostenquin), qui étaient en même temps co-seigneurs de Dagstuhl (près de Merzig) ; car plus tard Barst est possédé par les héritiers des Hérange (à l'ouest de Phalsbourg) et des Bruck (Bliesbrücken) qui figurent parmi les anciens co-seigneurs de Hingsange ; en effet, une part de Barst est possédée : en 1489 par Philippe de Hérange, laquelle part passera à Guillaume Martzloff de Braubach, et une autre part est tenue en 1609 par un héritier des Bruck, Hartard de Pallant, seigneur de Varize.
- De 1621 à 1722, le fief épiscopal de Barst appartient aux seigneurs de Lixheim (à l'ouest de Phalsbourg). En 1621, Henri II, duc de Lorraine, acheta le fief et le céda à son cousin et favori Louis de Guise, baron d'Ancerville, depuis 1614 marquis de Boulay, qui épousa en cette année Henriette, la nièce du duc ; en 1624, Louis acquit encore la part des Hérange et réunit le tout à la seigneurie de Lixheim ; déjà prince de Phalsbourg depuis 1624, il sera encore nommé prince de Lixheim en 1629.
- Le fief resta aux princes de Lixheim, c'est-à-dire le prince Louis (+ 1631), sa femme Henriette (+ 1660), son quatrième mari François Grimaldi, puis son neveu Alexandre Grimaldi (les princes actuels de Monaco sont issus des Grimaldi). Ces princes investirent leurs vassaux du fief de Barst : en 1630, le seigneur de Carelle de Marimont avec la part de Braubach ; en 1681 (où le village est dévasté et abandonné) Françoise de Séranchamp, veuve de Gellenencourt ; en 1700, Claude-Louis de Busselot ; en 1718, son gendre François-Nicolas Forget de Barst et en 1789, le seigneur de Vaulx d'Achy. Une part des Hérange passa aux Créhange, part qui était unie au XVIIIe siècle au fief de Créhange à Arraincourt[14].
- Le château, reconstruit sur l'emplacement de l'ancien château, détruit pendant la guerre de Trente Ans, fut en 1872 totalement ruiné par un incendie. Sur les fondations, les habitants ont construit leurs maisons. En 1835, M. Polti fit bâtir un château dans l'ancien jardin des Forget de Barst.

### Seconde Guerre mondiale
- La commune fut évacuée à Aubeterre en Charente le 1er septembre 1939.
- Pendant l'invasion des troupes allemandes le 17 juin 1940 et à la libération par la 7e armée US le 28 novembre 1944, la commune fut bombardée par les tirs d'artillerie du 14 (Bataille du 14 juin 1940) et 17 juin 1940 et du 20 au 28 novembre 1944 (47 maisons complètement détruites).
- Le 11 novembre 1948, le village fut cité à l'ordre de la brigade :

« Petit village lorrain qui s'est signalé par l'aide apportée aux prisonniers évadés et compte 7 de ses fils tués et 8 déportés. Très éprouvé par les combats de 1940 et 1944, sinistré à 70 %, a supporté ses épreuves avec courage et patriotisme ».
```
Cette citation comporte l'attribution de la Croix de Guerre avec Étoile de bronze.

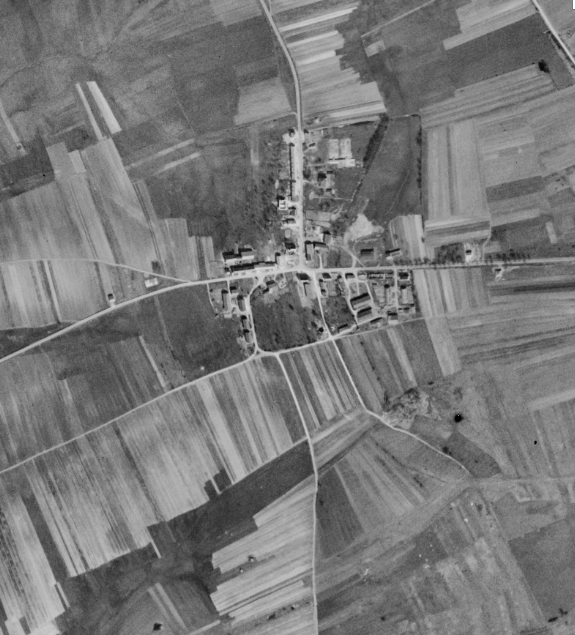
Photo aérienne de Barst en 1950.

```

## Politique et administration
| Période                                  | Période               | Identité            | Étiquette | Qualité                                                              |
| ---------------------------------------- | --------------------- | ------------------- | --------- | -------------------------------------------------------------------- |
| Les données manquantes sont à compléter. |                       |                     |           |                                                                      |
| maire en 1834                            | ?                     | Louis Joseph Polti  |           | Propriétaire Conseiller général du Canton de Saint-Avold (1833-1842) |
| 1989                                     | 1995                  | Bertrand Bigel      |           |                                                                      |
| 1995                                     | 2014                  | Bruno Neumann       | DVD       |                                                                      |
| 2014                                     | Août 2015 (Démission) | Fernand Pawlak      | SE        |                                                                      |
| Août 2015                                | Novembre 2015         | Vanessa Kleindienst |           | Maire par intérim                                                    |
| novembre 2015                            | en cours              | Laurent Pierre      |           | Agriculteur                                                          |

## Démographie
L'évolution du nombre d'habitants est connue à travers les recensements de la population effectués dans la commune depuis 1793. Pour les communes de moins de 10 000 habitants, une enquête de recensement portant sur toute la population est réalisée tous les cinq ans, les populations de référence des années intermédiaires étant quant à elles estimées par interpolation ou extrapolation. Pour la commune, le premier recensement exhaustif entrant dans le cadre du nouveau dispositif a été réalisé en 2008.

En 2022, la commune comptait 571 habitants, en évolution de −1,89 % par rapport à 2016 (Moselle : +0,52 %, France hors Mayotte : +2,11 %).
| 1793 | 1800 | 1806 | 1821 | 1836 | 1841 | 1861 | 1866 | 1871 |
| ---- | ---- | ---- | ---- | ---- | ---- | ---- | ---- | ---- |
| 205  | 171  | 195  | 372  | 513  | 474  | 410  | 428  | 379  |

| 1875 | 1880 | 1885 | 1890 | 1895 | 1900 | 1905 | 1910 | 1921 |
| ---- | ---- | ---- | ---- | ---- | ---- | ---- | ---- | ---- |
| 388  | 365  | 344  | 327  | 304  | 309  | 307  | 291  | 245  |

| 1926 | 1931 | 1936 | 1946 | 1954 | 1962 | 1968 | 1975 | 1982 |
| ---- | ---- | ---- | ---- | ---- | ---- | ---- | ---- | ---- |
| 255  | 235  | 385  | 192  | 226  | 332  | 349  | 358  | 392  |

| 1990 | 1999 | 2006 | 2008 | 2013 | 2018 | 2022 | - | - |
| ---- | ---- | ---- | ---- | ---- | ---- | ---- | - | - |
| 453  | 483  | 538  | 554  | 567  | 575  | 571  | - | - |

## Culture locale et patrimoine

### Lieux et monuments

#### Édifices civils
- Les vestiges gallo-romains.
- Le château de Barst, construit en 1835 pour Louis-Joseph Polti, maire de Barst, dans l'ancien jardin de la Famille Forget de Barst ; restauré entre 1967 et 1977.

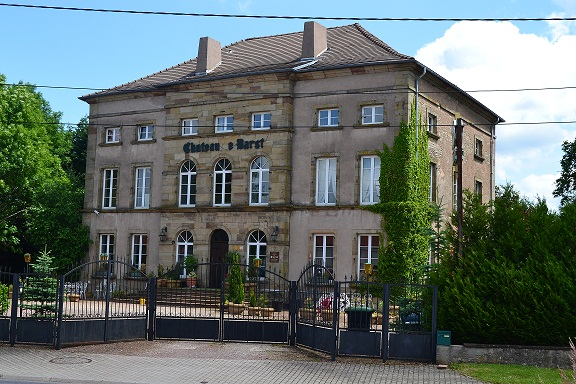
Château de Barst

- La Ligne Maginot aquatique.Château de Barst

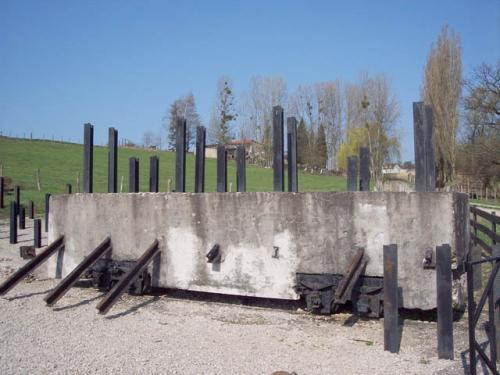
Wagon anti-char.
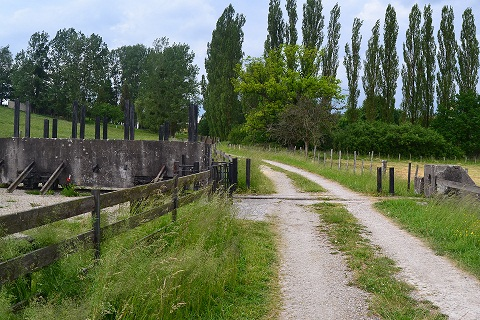
Wagon anti-char.
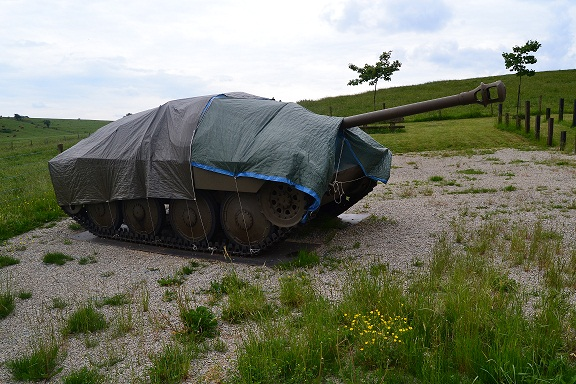
Char de combat.
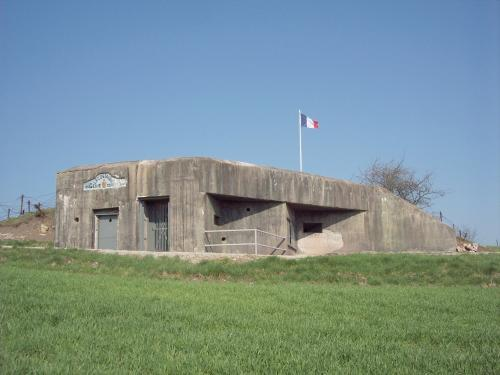
Blockhaus à Barst.

#### Édifices religieux
- Église paroissiale Saint Wendelin, construite sans doute en 1736 sur l'emplacement d'une chapelle dédiée au XVIIe siècle à Notre-Dame ; agrandie en 1819, 1821.
- Église paroissiale Saint-Michel à Marienthal, sans doute reconstruite dans la 2e moitié du XVIIIe siècle. Remplace un édifice plus ancien, mentionné au XVIIe siècle.

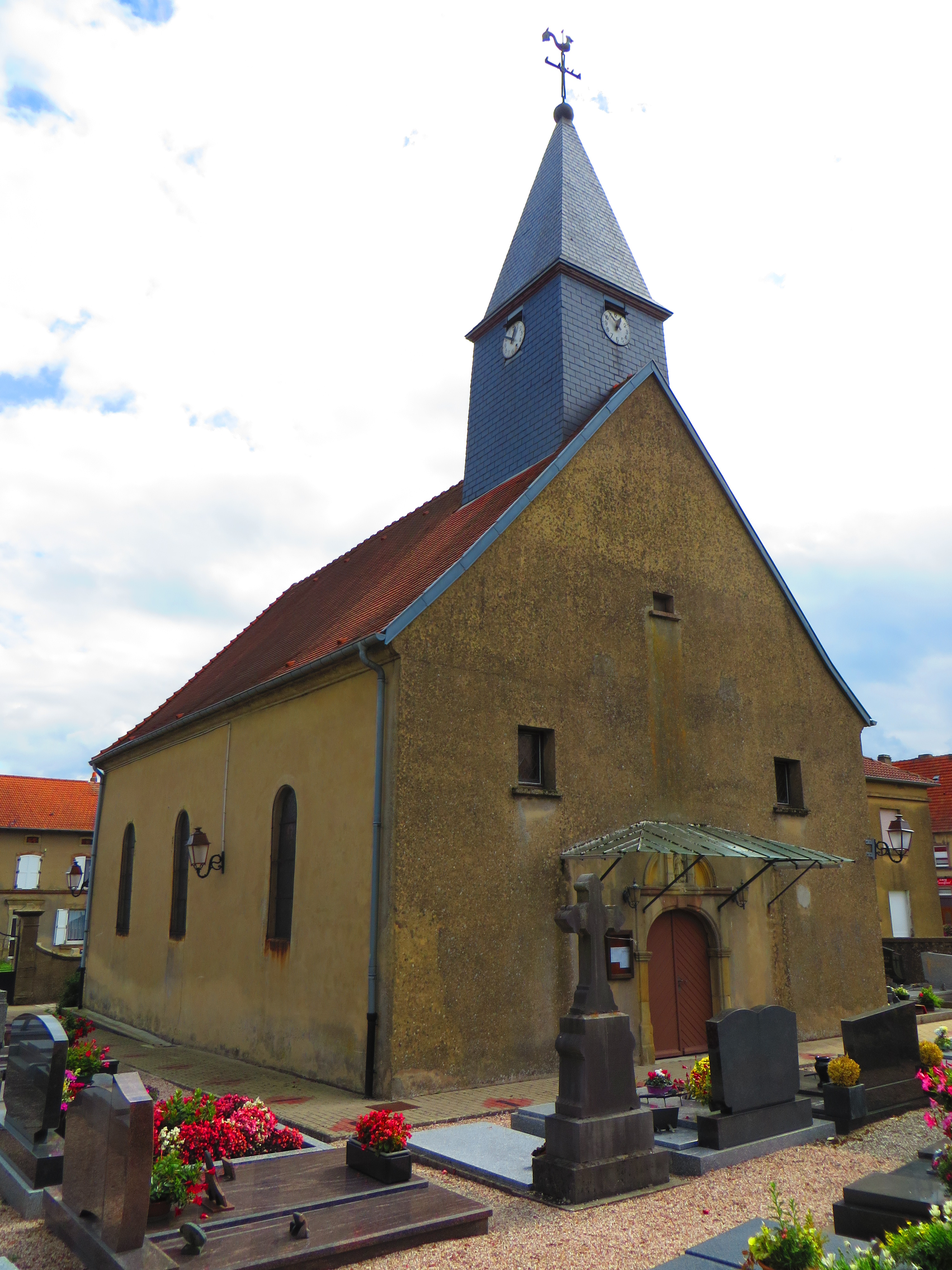
L'église Saint Wendelin à Barst.
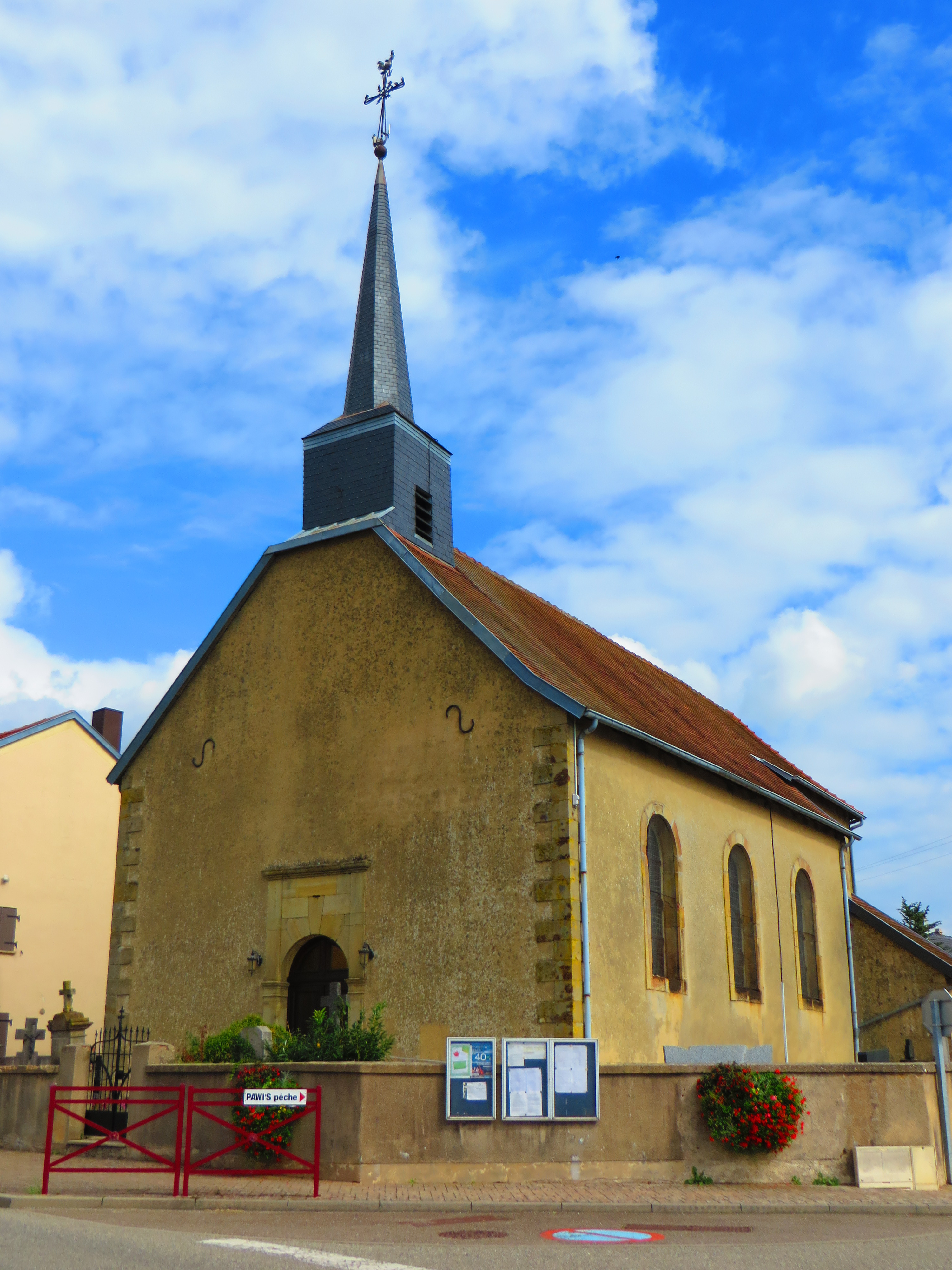
L'église Saint-Michel à Marienthal.

- Ancien ossuaire, construit ou restauré en 1819 à l'occasion de l'agrandissement de l'église Saint-Wendelin, inscrit au titre des monuments historiques par arrêté du 23 novembre 1987[21].

### Personnalités liées à la commune
- Justin Pennerath (1902-1944), prêtre et résistant français pendant la Seconde Guerre mondiale, y est né.

### Héraldique
| Blason de Barst | Blason  | D'azur à l'agneau d'argent surmonté d'une fleur de lys d'or ; à la bordure d'argent. |
| Blason de Barst | Détails | L'agneau et le lys sont les emblèmes de Saint Wendelin, patron de la paroisse. La bordure, symbole de Sainte Glossinde, rappelle que l'abbaye messine de ce nom avait des biens dans la localité. |

## Pour approfondir